# کریستیان لوش
کریستیان لوش (آلمانی: Christian Lusch؛ زادهٔ ۱۹ فوریهٔ ۱۹۸۱) تیرانداز اهل آلمان است.